# Луваву-Кабарро, Тимоте
Тимоте Луваву-Кабарро (фр. Timothé Luwawu-Cabarrot; род. 9 мая 1995[…], Канны) — французский профессиональный баскетболист, играющий на позициях атакующего защитника и легкого форварда. Был выбран на драфте НБА 2016 года под общим 24-м номером командой «Филадельфия Севенти Сиксерс».

## Клубная карьера

### «Антиб Шаркс»
В период с 2012 по 2014 Луваву-Кабарро сыграл в общей сложности пять матчей за «Антиб Шаркс». В январе 2014 года он подписал свой первый профессиональный контракт с французским клубом. За 42 игры за «Антиб» в 2014–2015 годах он набирал в среднем 7,1 очка, 2,5 подбора, 1,6 передачи и 1,1 перехвата за игру. Первоначально он планировал попасть на драфт НБА 2015 года, но в конечном итоге этого не сделал.

### «Мега Лекс»
5 июля 2015 года Луваву-Кабарро подписал контракт с сербской командой «Мега Лекс» на сезон 2015/16. Он помог клубу выиграть Кубок Радивоя Корача, а в конце сезона вошёл в сборную звёзд Лиги ABA. В 28 играх Лиги ABA за «Мега Лекс» он набирал в среднем 14,6 очка, 4,8 подбора, 2,8 передачи и 1,7 перехвата за игру.

### «Филадельфия Севенти Сиксерс»
В апреле 2016 года Луваву-Кабарро заявил о своей кандидатуре на драфте НБА 2016 года. Впоследствии он был выбран 24-м номером драфта командой «Филадельфия Севенти Сиксерс». 3 июля 2016 года он подписал контракт новичка с новым клубом и присоединился к команде во время Летней лиги НБА 2016. 29 октября 2016 года Луваву-Кабарро дебютировал в НБА, проиграв «Атланта Хокс» со счетом 104:72, сделав один подбор, одну передачу и один перехват за шесть минут игры. 1 февраля 2017 года он впервые в своей карьере вышел в основном составе, вместо травмированного Роберта Ковингтона, и набрал семь очков в проигрышной игре против «Даллас Маверикс» (95:113). 12 марта 2017 года он набрал рекордные 18 очков в победе над «Лос-Анджелес Лейкерс» (118:116). 31 марта 2017 года он установил новый сезонный максимум с 19 очками в проигрышном матче от «Кливленд Кавальерс» (105:122). Двумя днями позже он набрал 23 очка при поражении от «Торонто Рэпторс» (105:113). 10 апреля 2017 года он набрал 24 очка в проигрышной игре от «Индиана Пэйсерс» (111:120). В статусе новичка он неоднократно попадал в состав команды «Делавэр Блю Коатс» из Лиги развития НБА.

### «Оклахома-Сити Тандер»
25 июля 2018 года Луваву-Кабарро был продан компании в «Оклахома-Сити Тандер» в результате тройной сделки с участием «Севенти Сиксерс» и «Атланта Хокс».

### «Чикаго Буллз»
1 февраля 2019 года Луваву-Кабарро был продан в «Чикаго Буллз» в обмен на выбор на драфте 2020 года во втором раунде.

### «Бруклин Нетс»
30 сентября 2019 года Луваву-Кабарро присоединился к «Кливленд Кавальерс» в тренировочном лагере и сыграл две предсезонные игры, прежде чем от него отказались.
23 октября 2019 года Луваву-Кабарро подписал двусторонний контракт с «Бруклин Нетс». 15 января 2020 года «Нетс» объявили, что они подписали с Луваву-Кабарро 10-дневный контракт. 25 января с ним был подписан второй 10-дневный контракт. 7 февраля Луваву-Кабарро подписал с «Нетс» многолетний контракт. 4 августа 2020 года игрок в победном матче против «Милуоки Бакс» впервые в НБА набрал 26 очков. 17 августа 2020 года Тимоте повторил свой рекорд результативности, который равен 26 очков, в первой игре первого раунда плей-офф против «Торонто Рэпторс», в которой его команда проиграла.

### «Атланта Хокс»
22 сентября 2021 года присоединился к команде «Атланта Хокс».

## Сборная Франции
Луваву-Кабарро выступал за юношеские сборные Франции на чемпионатах Европы в 2014 и в 2015 годах. На последнем он помог Франции дойти до полуфинала, набирая в среднем 11,6 очка и 4,9 подбора за игру. Луваву-Кабарро был членом национальной сборной Франции, занявшей второе место на Олимпийских играх в 2020 году в Токио. В матче за золотую медаль против сборной США Луваву-Кабарро набрал 11 очков и 4 подбора.

## Личная жизнь
Луваву-Кабарро родился во Франции и по отцовской линии имеет конголезское происхождение.

## Статистика в НБА
| Сезон                                                                                    | Команда       | Регулярный сезон | Регулярный сезон | Регулярный сезон | Регулярный сезон | Регулярный сезон | Регулярный сезон | Регулярный сезон | Регулярный сезон | Регулярный сезон | Регулярный сезон | Регулярный сезон | Серия плей-офф | Серия плей-офф | Серия плей-офф | Серия плей-офф | Серия плей-офф | Серия плей-офф | Серия плей-офф | Серия плей-офф | Серия плей-офф | Серия плей-офф | Серия плей-офф |
| Сезон                                                                                    | Команда       | GP               | GS               | MPG              | FG%              | 3P%              | FT%              | RPG              | APG              | SPG              | BPG              | PPG              | GP             | GS             | MPG            | FG%            | 3P%            | FT%            | RPG            | APG            | SPG            | BPG            | PPG            |
| ---------------------------------------------------------------------------------------- | ------------- | ---------------- | ---------------- | ---------------- | ---------------- | ---------------- | ---------------- | ---------------- | ---------------- | ---------------- | ---------------- | ---------------- | -------------- | -------------- | -------------- | -------------- | -------------- | -------------- | -------------- | -------------- | -------------- | -------------- | -------------- |
| 2016/17                                                                                  | Филадельфия   | 68               | 19               | 17,2             | 40,2             | 31,1             | 85,4             | 2,2              | 1,1              | 0,5              | 0,1              | 6,4              | Не участвовал  | Не участвовал  | Не участвовал  | Не участвовал  | Не участвовал  | Не участвовал  | Не участвовал  | Не участвовал  | Не участвовал  | Не участвовал  | Не участвовал  |
| 2017/18                                                                                  | Филадельфия   | 52               | 7                | 15,5             | 37,5             | 33,5             | 79,3             | 1,4              | 1,0              | 0,2              | 0,1              | 5,8              | Не участвовал  | Не участвовал  | Не участвовал  | Не участвовал  | Не участвовал  | Не участвовал  | Не участвовал  | Не участвовал  | Не участвовал  | Не участвовал  | Не участвовал  |
| 2018/19                                                                                  | Оклахома-Сити | 21               | 1                | 5,9              | 30,2             | 22,7             | 66,7             | 0,9              | 0,2              | 0,2              | 0,0              | 1,7              | Не участвовал  | Не участвовал  | Не участвовал  | Не участвовал  | Не участвовал  | Не участвовал  | Не участвовал  | Не участвовал  | Не участвовал  | Не участвовал  | Не участвовал  |
| 2018/19                                                                                  | Чикаго        | 29               | 6                | 18,8             | 39,4             | 33,0             | 77,1             | 2,7              | 0,8              | 0,5              | 0,2              | 6,8              | Не участвовал  | Не участвовал  | Не участвовал  | Не участвовал  | Не участвовал  | Не участвовал  | Не участвовал  | Не участвовал  | Не участвовал  | Не участвовал  | Не участвовал  |
| 2019/20                                                                                  | Бруклин       | 47               | 2                | 18,1             | 43,5             | 38,8             | 85,2             | 2,7              | 0,6              | 0,4              | 0,1              | 7,8              | 4              | 3              | 32,8           | 33,9           | 33,3           | 91,7           | 3,8            | 1,5            | 0,8            | 0,0            | 16,0           |
| 2020/21                                                                                  | Бруклин       | 58               | 7                | 18,1             | 36,5             | 31,4             | 81,4             | 2,2              | 1,2              | 0,6              | 0,1              | 6,4              | 7              | 0              | 3,6            | 30,0           | 33,3           | -              | 0,4            | 0,3            | 0,0            | 0,0            | 1,1            |
|                                                                                          | Всего         | 276              | 42               | 16,6             | 39,0             | 33,1             | 82,7             | 2,1              | 0,9              | 0,4              | 0,1              | 6,2              | 11             | 3              | 14,2           | 33,3           | 33,3           | 91,7           | 1,6            | 0,7            | 0,3            | 0,0            | 6,5            |
| Наведите курсор мыши на аббревиатуры в заголовке таблицы, чтобы прочесть их расшифровку. |               |                  |                  |                  |                  |                  |                  |                  |                  |                  |                  |                  |                |                |                |                |                |                |                |                |                |                |                |